# Грищенко Костянтин Іванович
Костянти́н Іва́нович Гри́щенко (28 жовтня 1953 , Київ ) — український політик і дипломат. З часу здобуття Україною незалежності займав ряд високих державних посад із повноваженнями від сфери контролю над озброєннями і регіональної безпеки до освіти і охорони здоров'я. 

## Життєпис
У 2012—2014 — на посаді віце-прем'єр-міністра України, двічі був міністром МЗС (2003—2005, 2010—2012), а також першим заступником Секретаря РНБО (2008—2010), очолював дипломатичні представництва України в Брюсселі (1998—2000 ), Вашингтоні (2000—2003) й Москві (2008—2010).
У 1991 році — заступник Головного Інспектора з питань біологічної зброї Спеціальної комісії ООН в Іраку (ЮНСКОМ; англійською: UNSCOM). З 1995 по 1998 — член Ради засновників Центру безпекової політики у Женеві (Швейцарія). З 1999 по 2003 — член Консультативної ради Генерального Секретаря ООН з питань роззброєння. 
2003 - очолив цю Раду. З 2000 по 2003 - входив до Комісії ООН з моніторингу, верифікації та інспекції (англійською: UNMOVIC), а у 2003—2006 був членом Ради керівних «Трансатлантичного партнерства проти СНІДу».
Має дипломатичний ранг Надзвичайного і Повноважного Посла України.
Одни з підписантів Харківських угод, звинувачений Генеральною прокуратурою України в липні 2022 у державній зраді.

## Освіта
Закінчив з відзнакою Московський державний інститут міжнародних відносин (російською: МГИМО) у 1975 році за спеціальністю міжнародне право. Окрім рідних для нього української та російської мов, Костянтин Грищенко вільно володіє англійською та французькою мовами.

## Професійна діяльність
У 1976—1980 рр. працював у Секретаріаті ООН у Нью-Йорку.
З 1981 до 1991 рр. обіймав дипломатичні посади різного рівня у Міністерстві закордонних справ СРСР. Після розпаду Радянського Союзу Костянтин Грищенко повернувся до Києва і розпочав роботу в Міністерстві закордонних справ незалежної України.
З 1995 до 1998 рр. займав посаду заступника міністра закордонних справ України, займаючись проблематикою контролю над озброєннями, роззброєння, Європейської безпеки, СНД, відносин з Росією, а також розбудовою зовнішньої політики України на Близькому Сході, в Азії та Тихоокеанському регіоні. Костянтин Грищенко відіграв ключову роль в укладенні низки надважливих міжнародних угод, що були покликані зміцнити територіальну цілісність, безпеку і незалежність України. Саме в цей час ним було започатковано масштабну програму підготовки українських дипломатів у країнах Європейського Союзу і США. Більшість випускників програми займають достойне місце серед найкращих дипломатів України сьогодення.
У 1998—2000 — Посол України у Бельгії, Нідерландах і Люксембурзі, Глава Місії нашої країни при НАТО та Постійний Представник при Організації з заборони хімічної зброї (англійською: OPCW) у м. Гаага (Нідерланди).
У 2000—2003 рр. його призначено Послом України у США. 2001 року також обійняв посаду Посла нашої країни за сумісництвом у Антигуа та Барбуда.
З 2003 по 2005 рр. Костянтин Грищенко — на посаді міністра закордонних справ України.
Будучи міністром закордонних справ, Костянтин Грищенко зосередив зусилля на Європейській інтеграції України, зміцненні зв'язків з Вашингтоном та налагодженні прагматичної взаємодії з Росією. У 2003 році він публічно виступив проти приєднання нашої країни до Єдиного Економічного Простору з Російською Федерацією, Казахстаном і Білоруссю. Дипломат, разом з низкою членів Уряду України, аргументував таку позицію тим, що таке рішення суперечило би Конституції України.
У непростий час кризи в українсько-російських відносинах довкола коси Тузла у 2003 році, Костянтин Грищенко застосував усі наявні дипломатичні інструменти, щоб протистояти зазіханням Москви на українську територію та повернутись до більш звичного партнерського формату відносин з Російською Федерацією.
У 2006—2007 рр. Костянтин Грищенко працював радником з питань зовнішньої політики Прем'єр-міністра України.
Після дострокових виборів до Верховної Ради України у 2007 році, Костянтин Грищенко увійшов до складу опозиційного уряду України як тіньовий міністр закордонних справ.
У квітні 2008 року, на тлі поглиблення кризи у відносинах з Росією, Президент України В. Ющенко призначив Костянтина Грищенка Першим заступником Секретаря Ради національної безпеки і оборони України, а у червні того ж року — Послом України у Російській Федерації. Водночас, він продовжував виконувати повноваження Першого заступника Секретаря Ради національної безпеки і оборони України, що надавало йому особливого статусу у системі органів державної влади, що опікувалися відносинами нашої країни з Росією.
Беручи участь у теледебатах з Дмитром Рогозіним (тогочасним Послом Росії при НАТО), Грищенко заявив про використання РФ некоректної ідеології для характеристики відносин з Києвом. Він наголошував на необхідності постійного обговорення непростих питань відносин з Росією з метою їх вирішення та укладення відповідних угод, які мають виконуватись обома сторонами. Це, на його думку, було набагато раціональніше за загострення існуючих проблем і створення нових. Відповідаючи на питання про приєднання України до НАТО Костянтин Грищенко заявив, що не бачить в осяжній перспективі можливості членства, проте підкреслив, що таке рішення буде ухвалювати не Москва, Брюссель чи Вашингтон, а виключно народ України на референдумі.
Після президентських виборів 2010 року, Костянтин Грищенко вдруге призначається міністром закордонних справ України.
Вже навесні 2010 року Костянтин Грищенко розпочав непросту роботу із нейтралізації небезпечних тенденцій у відносинах з Росією. Він проводив прагматичну політику, в основі якої лежали національні інтереси України, прибираючи емоційну та ідеологічну складову відносин. Натомість, було зроблено акцент на тих напрямах співробітництва з Росією, де взаємодія приносила сторонам більшу вигоду, ніж конфлікт. Це дозволило вдвічі збільшити експорт України на російський ринок та розпочати історичний процес демаркації кордону з Росією у Криму. Покращення у відносинах з Москвою дозволило значно послабити адміністративний та поліцейський тиск на мільйони громадян України та заробітчан, які проживають у Росії. Нормалізація українсько-російських відносин спонукала обережних європейців до більш рішучих кроків в укладанні Угоди про асоціацію з Україною.
Іншим важливим напрямом зовнішньої політики Грищенка було усунення візових бар'єрів для українців. Під керівництвом Міністра лише за два роки українським дипломатам вдалося домовитися про безвізовий режим з Ізраїлем, Туреччиною, Бразилією та Аргентиною.
Сам Костянтин Грищенко описав тогочасну зовнішню політику України так: «Європейська політика України має бути пріоритетом, проте реалізовуватись прагматично. Цілком зрозуміло, що сучасна Україна — держава з європейським покликанням, та наш шлях до Європи буде дещо відрізнятись від шляху нових країн-членів ЄС. Це буде шлях внутрішніх трансформацій згідно європейських норм та у стратегічному партнерстві з ЄС і Росією. Проте ми також прагнемо розвитку взаємодії з регіонами світу, де спостерігаємо бурхливий економічний розвиток, прагнення до взаємодії з Україною та повагу до її національних прагнень».
У цей період вдалося завершити переговори з ЄС щодо Угоди про асоціацію (2012 рік) та остаточно узгодити План безвізового режиму з Європою. Особливого значення було надано економічній дипломатії. Відокремлені раніше і вкрай неефективні торговельні місії були повністю інтегровані у структури посольств, а при самому МЗС було створено Раду експортерів для просування українських товарів і компаній на міжнародних ринках.
У грудні 2012 року Грищенка було призначено Віце-Прем'єр-міністром України. Він отримав унікальну нагоду використати багаторічний міжнародний досвід для вирішення внутрішніх соціальних проблем в Україні. До його компетенції входили освіта і наука, охорона здоров'я, культура, молодь і спорт.
На цій посаді Грищенко зосередив увагу на посиленні державного нагляду за якістю ліків. У 2013 році Україна перейшла на стандарти ЄС у виробництві ліків, зокрема стандартів Належної виробничої практики (НВП) та Доцільної практики розподілу (ДПР) ліків. Україна першою ратифікувала Конвенцію Ради Європи «Про протидію фальсифікації лікарських засобів та аналогічних злочинів, що несуть загрозу громадському здоров'ю» та вперше на пострадянському просторі запровадила кримінальну відповідальність за підробку лікарських препаратів. Була значно спрощена процедура надання знеболювальних ліків терміновим хворим. Особливого значення Костянтин Грищенко надавав спрощенню доступу до медичної допомоги у національних масштабах, а також прийняттю Проекту загальнодержавної цільової соціальної програми протидії ВІЛ/СНІД на 2014—2018 рр.
У липні 2013 року, під час вкрай складної поїздки до Лівії, дипломат забезпечив звільнення 19 українців з полону бойовиків у Бенгазі. 27 лютого 2014 року Грищенко пішов з посади Віце-Прем'єр-міністра України.

## Розслідування
25 липня 2022 року Грищенку заочно було видано підозру у вчиненні державної зради. Досудове розслідування встановило, що «Харківські угоди» між Україною і РФ з питань перебування Чорноморського флоту РФ в Україні були нав'язані колишнім президентом РФ Медведєвим тодішньому прем'єр-міністру України Азарову, але Грищенко, розуміючи наслідки, все одно займався підготовкою угоди.  27 липня Грищенка було оголошено в розшук. 

## Нагороди та відзнаки
Костянтин Грищенко є повним кавалером ордена України «За заслуги» (І, ІІ, ІІІ ступенів), також відзначений Почесними грамотами Кабінету Міністрів України та Верховної Ради України. Має найвищу цивільну нагороду Франції — Орден Почесного легіону. Його було також нагороджено орденами та почесними відзнаками інших іноземних держав.

## Родина
Дружина — Наталя Грищенко, з 1974 року, донька Оксана та двоє онуків.